# Batusa producta
Batusa producta är en insektsart som först beskrevs av Stsl 1864.  Batusa producta ingår i släktet Batusa och familjen Acanaloniidae. Inga underarter finns listade i Catalogue of Life.